# Carcharhinidae
Los carcarrínidos (Carcharhinidae) son una familia de elasmobranquios selacimorfos del orden Carcharhiniformes, que incluye algunos de los tiburones más conocidos y comunes, como las tintoreras o los tollos. Tienen los ojos redondos y las aletas pectorales están situadas completamente por detrás de las cinco hendiduras de las branquias. La mayoría de las especies son vivíparas y sus crías nacen totalmente desarrolladas.
Algunos de estos tiburones alcanzan un tamaño muy considerable. El récord lo tiene el tiburón tigre, que llega a medir 7,2 m.[cita requerida]

## Especies
Género Carcharhinus
- Carcharhinus acronotus (Tiburón amarillo o de morro negro)
- Carcharhinus albimarginatus (Tiburón de puntas blancas)
- Carcharhinus altimus (Jaquetón picoto)
- Carcharhinus amblyrhynchoides (Tiburón grácil)
- Carcharhinus amblyrhynchos (Tiburón gris)
- Carcharhinus amboinensis (Jaquetón chato o de Java)
- Carcharhinus borneensis (Tiburón de Borneo)
- Carcharhinus brachyurus (Tiburón bacota)
- Carcharhinus brevipinna (Jaquetón picudo o de aleta negra)
- Carcharhinus cautus (Tiburón nervioso)
- Carcharhinus cerdale (Tiburón cola blanca del Pacífico)
- Carcharhinus dussumieri (Tiburón cariblanco)
- Carcharhinus falciformis (Jaquetón sedoso o Tiburón lustroso)
- Carcharhinus fitzroyensis (Tiburón ballenero o de ensenada)
- Carcharhinus galapagensis (Tiburón de las Galápagos)
- Carcharhinus hemiodon (Tiburón de Coromandel)
- Carcharhinus isodon (Jaquetón dentiliso)
- Carcharhinus leiodon (Jaquetón dentiliso de puntas negras)
- Carcharhinus leucas (Jaquetón toro, Tiburón sarda o Gayarre)
- Carcharhinus limbatus (Tiburón macuira o Jaquetón manchado)
- Carcharhinus longimanus (Tiburón oceánico, Lamia o Jaquetón de ley)
- Carcharhinus macloti (Tiburón trompudo o de morro duro)
- Carcharhinus macrops
- Carcharhinus melanopterus(Tiburón o Jaquetón de puntas negras)
- Carcharhinus obscurus (Jaquetón lobo o Tiburón arenero)
- Carcharhinus perezi (Tiburón coralino)
- Carcharhinus plumbeus (Jaquetón de Milberto o Tiburón trozo)
- Carcharhinus porosus (Tiburón poroso)
- Carcharhinus sealei (Tiburón de manchas negras o alinegro)
- Carcharhinus signatus (Jaquetón nocturno)
- Carcharhinus sorrah (Tiburón de cola manchada)
- Carcharhinus tilstoni (Tiburón manchado australiano)

Género Galeocerdo
- Galeocerdo cuvier (Tiburón tigre)

Género Glyphis
- Glyphis gangeticus (Tiburón del Ganges o de estuario)
- Glyphis glyphis (Tiburón lanza)
- Glyphis siamensis (Tiburón fluvial birmano)
- Glyphis fowlerae (Tiburón fluvial de Borneo)
- Glyphis garricki (Tiburón fluvial australiano, de Nueva Guinea)
- Glyphis hastalis †

Género Isogomphodon
- Isogomphodon oxyrhynchus (Tiburón o cazón picudo)

Género Lamiopsis
- Lamiopsis temminckii (Tiburón aletón)
- Lamiopsis tephrodes

Género Loxodon
- Loxodon macrorhinus (Tiburón narigón)

Género Nasolamia
- Nasolamia velox (Pez blanco o cazón de trompa blanca)

Género Negaprion
- Negaprion acutidens (Tiburón segador)
- Negaprion brevirostris (Tiburón limón)

Género Prionace:
- Prionace glauca (Tintorera o tiburón azul)

Género Rhizoprionodon
- Rhizoprionodon acutus (Tiburón hocicudo o lechoso)
- Rhizoprionodon lalandii (Tiburón hocicudo brasileño)
- Rhizoprionodon longurio (Tiburón hocicudo del Pacífico)
- Rhizoprionodon oligolinx (Tiburón hocicudo gris)
- Rhizoprionodon porosus (Tiburón de playa)
- Rhizoprionodon taylori (Tiburón hocicudo australiano)
- Rhizoprionodon terraenovae (Tiburón hocicudo del Atlántico)

Género Scoliodon
- Scoliodon laticaudus (Tiburón de cabeza plana)
- Scoliodon macrorhynchos

Género Triaenodon
- Triaenodon obesus (Tiburón coralino de puntas blancas)